# Брусник (остров)
Брусник (хорв. Brusnik) — необитаемый остров вулканического происхождения в составе архипелага Вис, омывается Адриатическим морем. Административно принадлежит Сплитско-Далматинской жупании Хорватии. Площадь острова составляет 0,049455 км², наивысшая точка — 30 метров над уровнем моря.
Брусник появлялся на картах XIV—XVIII веков. В XVIII веке на острове промышляли рыбаки из Комижи. В июле 2013 года он и его прибрежные воды вошли в состав сети охранных участков «Натура 2000». 17 апреля 2019 года весь архипелаг получил статус Глобального геопарка ЮНЕСКО. В 2022 году правительство Сплитско-Далматинской жупании профинансировала проект «Planet Brusnik», целями которого является сохранение и популяризация рыбацкой архитектуры на острове.

## Физико-географическая характеристика и геологическое строение
Брусник находится в Адриатическом море и принадлежит архипелагу Вис. Площадь острова составляет 0,049455 км², длина — 320 метров, ширина — 205 метров, наивысшая точка — 30 метров над уровнем моря,  длина береговой линии — 1097 метров.
Рельеф Брусника пересечённый, скалистый. В центральной части острова находится затопленная морской водой долина. Западная часть острова пологая, образует бухту, в то время как восточная — отвесная.
Брусник — остров вулканического происхождения, расположенный по середине Адриатической карбонатной платформы Адриатической плиты. Почти полностью состоит из конгломератов, образовавшихся из обломков магматических пород. Скалы центральной части острова состоят из диабазов юрского периода, образовавшихся в результате кристаллизации вышедшей на поверхность магмы. В состав острова входят гранит, известняк и магнетит.

## Флора и фауна

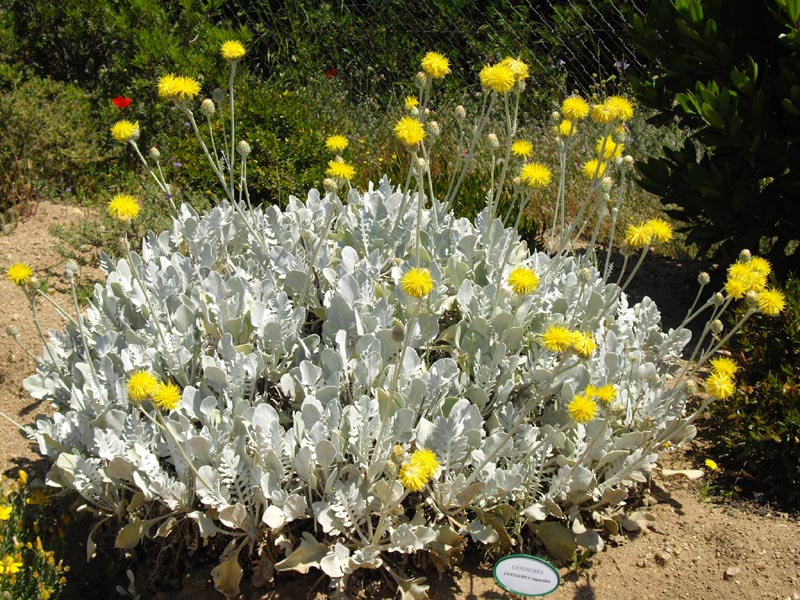
Centaurea ragusina

На Бруснике произрастает 28 видов сосудистых растений: Терофиты (13 видов), Хамефиты (7 видов), Фанерофиты (4 вида) и Геофиты (1 вид). Среди них произрастают 3 эндемика: Centaurea ragusina, Limonium vestitum subsp. brusnicense и Senecio leucanthemifolius var. reichenbachii.
На Бруснике обитают эндемик Podarcis melisellensis melisellensis и обыкновенная стенная ящерица. На острове гнездятся средиземноморская чайка и сапсан. В центральной части острова в искусственных бассейнах из камней, сделанных рыбаками, обитают омары.

## Климат
Климат Брусника аридный средиземноморский. Среднегодовое количество осадков на островах Бишево и Светац, расположенных в 4 км к юго-востоку от Брусника, составляет 544,65 и 535,72 мм соответственно. Самый дождливый период ноябрь—декабрь, самый засушливый — июнь—июль.

## История
Впервые Брусник появился на карте Пьетро Весконте в 1318 году и носил название Букс (итал. Bux). Далее остров появлялся на итальянских, португальских, датских и нидерландских картах XIV—XVIII веков. В XVIII веке Брусник посещался рыбаками из Комижи, промышлявших в окрестностях острова.
Во время Второй мировой войны Брусник использовался британским военно-морским флотом в качестве полигона дальнобойной артиллерии. С июля 2013 года он и его прибрежные воды площадью 15 км² были включены в состав сети охранных участков «Натура 2000», получив коды HR4000009 и HR3000099 соответственно. 17 апреля 2019 года архипелаг Вис получил статус Глобального геопарка ЮНЕСКО.
В 2022 году по результатам конкурса на финансирование проектов, программ и мероприятий из сферы культуры и общественных мероприятий правительство Сплитско-Далматинской жупании выделила денежные средства в размере 7000 хорватских кун на проект «Planet Brusnik». Организатором проекта является Геопарк архипелага Вис. Целями проекта является сохранение и популяризация рыбацкой архитектуры на Бруснике, представленной остатками домов из диабазовой гальки и искусственными бассейнами из камней в центральной части острова.

### На английском языке
- Babić L., Crnjaković M. Uplifted Pleistocene marine sediments of the central Adriatic island of Brusnik (англ.) // Geologia Croatica. — 2012. — Vol. 65, no. 2. — P. 223—232.
- Bogdanović S. Mitić B. The flora of the volcanic island of Brusnik (central Dalmatia, Croatia) (англ.) // Acta Botanica Croatica. — 2003. — Vol. 62, iss. 2. — P. 103—113.
- Duplančić Leder T., Ujević T., Čala M. Coastline lenghts and areas of islands in the Croatian part of the Adriatic Sea determined from the topographic maps at the scale of 1 : 25 000 (англ.) // Geoadria. — 2004. — Vol. 9, no. 1. — P. 5—32.
- Spaić V. Oil and gas bearingness and structural elements of Adriatic islands and peninsulas (Outer Dinarides) with special review of anhydrite – carbonate Mesozoic complex and diapiric belt (англ.) // Nafta. — 2012. — Vol. 63, no. 1—2. — P. 29—37.
- Terzi M., Bogdanović S., D'amico F. D., Jasprica N. Rare plant communities of the Vis Archipelago (Croatia) (англ.) // Botany Letters. — 2019. — Vol. 167, no. 2. — P. 241—254.
- Velicogna M., De Min A., Prašek M. K., Ziberna L., Brombin V., Jourdan F., Renne P. R., Balen D., Grégoire M., Marzoli A. The Norian magmatic rocks of Jabuka, Brusnik and Vis Islands (Croatia) and their bearing on the evolution of Triassic magmatism in the Northern Mediterranean (англ.) // International Geology Review. — 2023. — Vol. 65, no. 16. — P. 2558—2579.

### На хорватском языке
- Božanić J., Marasović-Alujević M. Toponimija otoka bivšega života Svetac i Šćedro (хорв.). — Split: Filozofski fakultet Sveučilišta u Splitu, 2020. — 225 S. — ISBN 978-953-352-059-9.
- Gabelica I., Piasevoli G., Jurić M., Jurić S., Kažimir Z., Pešić N., Perković A., Kurtović J. Zaštićeni dijelovi prirode Javne ustanove "More i krš" (хорв.). — Split: Javna ustanova za upravljanje zaštićenim dijelovima prirode na području Splitsko-dalmatinske županije — „More i krš“, 2016. — 112 S. — ISBN 978-953-56977-3-2.
- Kužić K. Otok Jabuka u bilješkama putnika na Jadranu od 14. do 17. stoljeća – ime i izgled (хорв.) // Geoadria. — 2015. — Vol. 20, br. 2. — Str. 149—173.
- Petrinec B., Franić Z., Bituh T., Senčar J., Marović G. Terenska gamaspektrometrija srednjedalmatinskih otoka (хорв.) // VII. simpozij HDZZ. — 2008. — S. 215—221.| Ссылки на внешние ресурсы | Ссылки на внешние ресурсы |
| ------------------------- | ------------------------- |
| Словари и энциклопедии    | - Хорватская              |